# Equips de la temporada 1991/92 de la Primera Divisió Espanyola
A la temporada 1991/92 de la primera divisió espanyola hi van participar 20 equips. El campió va ser el FC Barcelona, per davant del Reial Madrid, Atlètic de Madrid i València CF. Per contra, van perdre la categoria el Reial Valladolid i el RCD Mallorca. Va ser la temporada de debut a la màxima categoria de l'Albacete Balompié.
Els jugadors que hi van participar en cada equip van ser els següents, ordenats per nombre de partits disputats.

## FC Barcelona
| - Zubizarreta 38 - Amor 36 - 6 gols - Laudrup 36 - 14 gols - Koeman 35 - 16 gols - Begiristain 34 - 7 gols - Bakero 33 - 11 gols - Goikoetxea 32 - Stòitxkov 32 - 17 gols - Nando 30 - Eusebio 30 - 4 gols - Guardiola 26 | - Nadal 24 - 3 gols - Witschge 23 - Juan Carlos 22 - Julio Salinas 17 - 7 gols - Serna 15 - Ferrer 12 - 1 gol - Cristóbal 11 - Alexanko 7 - 1 gol - Busquets 0 - Maqueda 0 |

Entrenador: Johann Cruyff 38

## Reial Madrid
| - Míchel 38 - 11 gols - Chendo 37 - Hierro 37 - 21 gols - Sanchís 37 - 1 gol - Rocha 36 - Milla 36 - Buyo 35 - Hagi 35 - 12 gols - Butragueño 35 - 14 gols - Villarroya 34 - 1 gol - Luis Enrique 29 - 4 gols | - Alfonso 19 - 3 gols - Llorente 18 - 2 gols - Lasa 14 - 1 gol - Maqueda 13 - 2 gols - Aldana 11 - 2 gols - Gordillo 10 - Hugo Sánchez 8 - 2 gols - Jaro 3 - Prosinecki 3 - 1 gol - Tendillo 0 |

Entrenador: Radomir Antić 19, Leo Beenhakker 19

## Atlètic de Madrid
| - Solozábal 37 - Manolo 36 - 27 gols - Vizcaíno 36 - 9 gols - Donato 36 - 1 gol - Schuster 34 - 6 gols - Abel 32 - Tomás 32 - Futre 31 - 6 gols - Moya 31 - 5 gols - Toni 30 - Juanito 28 - 2 gols - Soler 25 - 1 gol | - Aguilera 23 - 3 gols - Ferreira 21 - 1 gol - Sabas 15 - 3 gols - López 12 - Alfredo 9 - Losada 9 - 1 gol - Diego 6 - Pedro 3 - Orejuela 2 - Mejías 2 - Alfaro 2 - 1 gol - Rodax 1 |

Entrenador: Luis Aragonés 38

## València CF
| - Camarasa 38 - 1 gol - Sempere 38 - Giner 37 - 3 gols - Eloy 37 - 9 gols - Fernando 36 - 9 gols - Leonardo 36 - 4 gols - Pènev 35 - 13 gols - Voro 32 - 2 gols - Robert 32 - 8 gols - Tomás 28 - 2 gols | - Quique 26 - 3 gols - Nando 22 - Rommel Fernández 21 - 2 gols - Arroyo 19 - 5 gols - Arias 16 - Toni 12 - Torres Orenga 5 - Mir 1 - Parri 0 - Otxotorena 0 |

Entrenador: Guus Hiddink 38

## Reial Societat
| - Larrañaga 38 - 1 gol - Fuentes 38 - 1 gol - González 36 - Gorriz 36 - 1 gol - Oceano 33 - 7 gols - Carlos Xavier 32 - 7 gols - Uria 30 - 2 gols - Lumbreras 29 - 1 gol - Imaz 28 - 2 gols - Alkiza 26 - 3 gols - Luis Pérez 24 - 2 gols - Kodro 24 - 13 gols | - Álaba 23 - Imanol 23 - Gajate 17 - Agirre 16 - Guruzeta 15 - 1 gol - Loinaz 9 - 1 gol - Carlos Martínez 8 - Belloso 4 - Patxi 1 - Yubero 1 - Pikabea 1 - Estéfano 1 |

Entrenador: John Benjamin Toshack 38

## Reial Saragossa
| - Cedrún 38 - Higuera 37 - 8 gols - Darío Franco 36 - 3 gols - Pablo 34 - Gay 34 - 8 gols - Esteban 33 - Poyet 33 - 3 gols - Aguado 33 - 1 gol - García Sanjuán 30 - 1 gol - Mateut 29 - 3 gols - Solana 26 - 1 gol - Julià 26 | - Pardeza 22 - 6 gols - Lizarralde 17 - Belsué 15 - Peña 14 - 3 gols - Moisés 11 - 2 gols - Salva 8 - 1 gol - Edison Suárez 8 - Pascual Sanz 5 - Mario 2 - Cornago 0 - Fraile 0 |

Entrenador: Víctor Fernández Braulio 38

## Albacete Balompié
| - Zalazar 38 - 13 gols - Catali 37 - 4 gols - Menéndez 37 - 2 gols - Conejo 33 - Geli 32 - Juárez 31 - 2 gols - Chesa 30 - 3 gols - Coco 29 - Julio Soler 27 - 2 gols - Antonio 25 - 5 gols - Oliete 25 - 1 gol - Corbalán 23 - 6 gols - Parri 22 | - Aquino 21 - 3 gols - Etcheverry 15 - 2 gols - Manolo 15 - Parada 12 - Urzaiz 11 - 1 gol - Camilo 10 - Sotero 6 - Balaguer 5 - Cabrero 3 - Juan Carlos 3 - Sigüenza 3 - Dimitrijevic 0 - Marcos 0 |

Entrenador: Benito Floro Sanz 38

## Sporting de Gijón
| - Emili Iserte 38 - Arturo 35 - Abelardo 35 - 2 gols - Alcázar 34 - 1 gol - Monchu 31 - 11 gols - Iordanov 28 - 3 gols - Luis Sierra 26 - Joaquín 26 - 5 gols - Óscar 26 - 1 gol - Nilsson 26 - Tati 25 - Avelino 25 - 1 gol | - Juanele 24 - 3 gols - Muñiz 22 - Luhovy 20 - 7 gols - Manjarín 19 - 1 gol - Juanma 14 - Emilio 10 - 1 gol - Ovidio 10 - Iván Iglesias 8 - Pablo 8 - 1 gol - Tomás 2 - David 1 - Ablanedo II 0 |

Entrenador: Ciriaco Cano González 38

## Real Burgos
| - Agirre 38 - 5 gols - Elduayen 38 - Jiménez Abalo 38 - Alejandro 34 - 2 gols - Ayúcar 34 - 5 gols - Loren 33 - 7 gols - Barbaric 31 - Edu 31 - 1 gol - Tocornal 30 - 1 gol - Balint 29 - 12 gols - Narciso 28 - 5 gols - Limperger 27 | - Blanco 22 - Bengoetxea 20 - Tamayo 19 - Del Val 15 - Lito 14 - Juric 7 - 1 gol - Crespí 3 - Bastón 1 - Gelo 1 - Lozano 1 - Argiñano 0 |

Entrenador: José Manuel Díaz Novoa 38

## CD Logronyés
| - Polster 38 - 14 gols - Lopetegi 34 - Quique Setién 33 - 2 gols - Martín 33 - 1 gol - Poyatos 33 - 4 gols - Iturrino 33 - 1 gol - García Pitarch 32 - 5 gols - Herrero 29 - 1 gol - López Duque 28 - Villanova 25 - Nelson Gutiérrez 24 - Uribarrena 22 - 2 gols - Abadia 22 | - Cleber 17 - 1 gol - Rubén da Silva 16 - 3 gols - López Pérez 16 - Elgezábal 11 - Moreno 11 - Rosagro 7 - Linde 7 - 1 gol - Dulce 6 - Vergara 5 - Salva 5 - Calleja 4 - Romero 1 - Micinec 1 |

Entrenador: David Vidal Tomé 38

## Real Oviedo
| - Elcacho 38 - Luis Manuel 37 - Viti 37 - Gorriaran 37 - 1 gol - Vinyals 35 - 6 gols - Jerkan 33 - Carlos 32 - 8 gols - Bango 32 - 8 gols - Jankovic 29 - 3 gols - Lacatus 27 - 4 gols - Rivas 23 - 2 gols - Sarriugarte 23 - 6 gols | - Paco 20 - 1 gol - Zúñiga 19 - Berto 18 - 1 gol - Gracan 16 - Armando 13 - Sañudo 10 - Gaspar 7 - Andrés 2 - Fermín 2 - Pedro Alberto 1 - Zubeldía 1 - Calleja 0 |

Entrenador: Javier Iruretagoyena Amiano 38

## Sevilla FC
| - Unzué 38 - Diego 37 - 4 gols - Salguero 36 - 4 gols - Cortijo 36 - 2 gols - Marcos 35 - 2 gols - Vázquez 34 - 6 gols - Jiménez 33 - Conte 32 - 3 gols - Zamorano 30 - 12 gols - Carvajal 28 - Rafa Paz 24 - 2 gols - Bengoechea 22 - 2 gols | - Suker 22 - 6 gols - Martagón 22 - 2 gols - Andrades 15 - 2 gols - Del Campo 13 - Antoñito 11 - Petrovic 11 - 1 gol - Prieto 7 - Pascual 6 - Serrano 0 - Miguelo 0 - Monchi 0 |

Entrenador: Víctor Rodolfo Espárrago Videla 38

## CD Tenerife
| - Toño 37 - Chano 35 - 2 gols - Pizzi 34 - 15 gols - Felipe 34 - 5 gols - Quique Estebaranz 33 - 7 gols - Redondo 32 - 2 gols - Llorente 31 - 1 gol - Dertycia 31 - 7 gols - Antonio Mata 27 - 1 gol - Toni 26 - 1 gol - Manolo 26 | - Revert 24 - Torrecilla 24 - Berges 20 - 1 gol - Manolo Hierro 17 - Francis 16 - Paqui 15 - Pier 14 - 3 gols - Agustín 14 - Isidro 2 - Álex Maldonado 1 |

Entrenador: Jorge Raúl Solari 30, Jorge Alberto Valdano Castellano 8

## Athletic de Bilbao
| - Ziganda 37 - 10 gols - Valverde 32 - 4 gols - Eskurza 32 - 2 gols - Andrinúa 32 - 1 gol - Luke 29 - 4 gols - Garitano 29 - 7 gols - Urrutia 28 - 1 gol - Larrazábal 28 - 1 gol - Patxi Salinas 26 - 1 gol - Billabona 25 - Kike 22 - Lakabeg 22 - Asier 22 | - Aiarza 20 - 2 gols - Alkorta 17 - Iru 16 - De la Fuente 16 - 1 gol - Mendiguren 16 - Tabuenka 15 - 4 gols - Luis Fernando 14 - Rípodas 9 - Estíbariz 2 - Galdames 2 - Urtubi 0 - Merino 0 |

Entrenador: Iñaki Sáez 23, Jesús Aranguren Merino 15

## CA Osasuna
| - Bustingorri 37 - Pepín 37 - Martín González 36 - 2 gols - Roberto 35 - I. Larrainzar 34 - 3 gols - Txomin Larrainzar 33 - Urban 33 - 12 gols - Martín Domínguez 32 - Merino 31 - 2 gols - Aguilà 28 - 3 gols - Stevanovic 25 - Spasic 23 | - Cholo 21 - 5 gols - Arozarena 19 - 2 gols - Ibáñez 17 - Sola 15 - 1 gol - Angelov 11 - José Mari 8 - Unanua 4 - De Luis 2 - Pascual 2 - Puado 2 - Edu García 1 |

Entrenador: Pedro María Zabalza Inda 38

## RCD Espanyol
| - Biurrun 38 - Eloy 35 - Francisco 33 - 4 gols - Mino 30 - Mendiondo 28 - 1 gol - Ángel Luis 26 - Escaich 29 - 10 gols - Lluís 24 - 6 gols - Urbano 23 - Mokh 21 - 1 gol - Ezequiel Castillo 21 - 1 gol - Albesa 19 - Mágico Díaz 18 - Pizo Gómez 16 - 3 gols - Galiamin 15 | - Korneiev 14 - 6 gols - Alfaro Moreno 14 - Cuxart 13 - 3 gols - Kuznetsov 12 - 4 gols - Masnou 11 - 1 gol - Wuttke 11 - 3 gols - Sergio Morgado 9 - Mijic 9 - Ablanedo I 8 - Vílchez 5 - Gallardo 4 - Lima 2 - Uceda 2 - Meléndez 0 |

Entrenador: Ljubomir Petrovic 8, Jaume Sabaté Mercadé 10, Javier Clemente 20

## Deportivo de La Corunya
| - Đukić 38 - 3 gols - Fran 38 - 2 gols - Kiriakov 35 - 3 gols - Lasarte 35 - Claudio 34 - 10 gols - Sabin Bilbao 33 - 1 gol - Kanatlarovski 29 - José Ramón 26 - 4 gols - Mariano 26 - Uralde 26 - 8 gols - López Rekarte 25 - 1 gol - Albístegi 25 - 2 gols - Joaquin Villa 22 - 1 gol - Antonio Doncel 18 | - Liaño 17 - Josu 12 - Canales 11 - Ribera 11 - Mujika 8 - 1 gol - Gustavo Loureiro 7 - Aspiazu 5 - Arturo Patiño 4 - Dinho 2 - 1 gol - Stojadinovic 1 - Juanito 0 - Albis 0 - Kirov 0 - Belman 0 |

Entrenador: Marco Antonio Boronat Gimeno 30, Arsenio Iglesias Pardo 8

## Cadis CF
| - Kiko 38 - 8 gols - Carmelo 37 - Szendrei 37 - Oliva 36 - Quevedo 34 - 4 gols - Mateos 34 - Mejías 32 - 2 gols - Arteaga 30 - 3 gols - Francis 29 - Poli 29 - Barla 26 - 1 gol - Fali 25 - 4 gols | - Milanko 20 - Bernardo 16 - Raúl 16 - Tilico 15 - 8 gols - Linares 13 - Javi 10 - Vázquez 9 - 1 gol - Bermell 2 - Jordao 2 - Fernández 1 - Sánchez Pose 1 |

Entrenador: Ramón Blanco Rodríguez 38

## Real Valladolid
| - Caminero 37 - 1 gol - Engonga 37 - 2 gols - Fonseca 36 - 15 gols - Onésimo 36 - 3 gols - César Gómez 32 - 1 gol - Cuaresma 26 - Santi Cuesta 25 - Minguela 25 - Ravnic 23 - Lemos 21 - Patri 19 - Alberto 18 - 1 gol - Valderrama 17 - 1 gol - Santi Aragón 17 - 3 gols - Higuita 15 - Roberto Martínez 15 - 2 gols - Leonel Álvarez 14 | - Guerrero 11 - Pachi 11 - 1 gol - Alfonso 9 - César Esteban 7 - Enrique Moreno 6 - Ferreras 2 - Garrido 2 - Pablo Sánchez 2 - Pereira 2 - 1 gol - Abril 1 - Toño Martín 1 - César Sánchez 1 - Iñaki 1 - Óscar Engonga 1 - Piti 1 - Toño 1 |

Entrenador: Francisco Maturana García 29, Javier Yepes 9

## RCD Mallorca
| - Pedraza 37 - Fradera 36 - 3 gols - Sala 30 - Soler 30 - Vidal 30 - Serer 28 - Álvaro 28 - 1 gol - Stelea 27 - Sergi 22 - 2 gols - Gálvez 22 - 3 gols - Villena 21 - Pinilla 21 - 4 gols - Stosic 20 - 2 gols - Milojevic 19 - 9 gols | - Herrera 18 - 1 gol - Sergio Garcia 17 - 1 gol - Marina 16 - Nader 15 - 2 gols - Peter Méndez 11 - 1 gol - Armando 8 - Irureta 7 - Molondro 5 - Badou 5 - José 5 - Parra 5 - Koncalovic 2 - Prats 1 - Covelo 1 |

Entrenador: Llorenç Serra Ferrer 38